# Дворець (Вілейський район, Ільїнська сільська рада)
Дворець (біл. вёска Дварэц) — село в складі Вілейського району Мінської області, Білорусь. Село підпорядковане Іллінській сільській раді, розташоване в північній частині області.

## Історія
У 1921–1945 роках застінок знаходилось у Польщі, у Вільнюськім воєводстві, Вілейського повіту, у гміні Ілля.

## Населення
- 1866 рік — 66 людини, 6 будинків[1]
- 1921 рік — 136 людини, 21 будинків[2].
- 1931 рік — 133 людини, 27 будинків[3].